# Bunbury (Australie-Occidentale)
Pour les articles homonymes, voir Bunbury.
Bunbury est une ville australienne de la région de South West, en Australie-Occidentale. Avec 74 494 habitants, elle est la troisième ville d'Australie-Occidentale par sa population après Perth et Mandurah.

## Géographie
Elle est située à 175 km au sud de Perth, sur la côte de l'océan Indien.
Bunbury est située à l'embouchure du fleuve Collie qui se jette dans la baie Koombana, incluse dans la plus vaste baie du Géographe qui s'étend au sud jusqu'au cap Naturaliste.

## Histoire
Les premiers habitants de la région furent les Noongar. Le premier Européen à passer dans la région fut le capitaine Louis de Freycinet à bord de son bateau le Casaruina en 1803. Il nomma la région Port Leschenault en l'honneur du botaniste de l'expédition Jean Baptiste Leschenault de la Tour. La baie fut appelée Geographe, du nom d'un autre bateau de la flotte.
En 1829, Alexander Collie et le lieutenant Preston débarquèrent et explorèrent la région. Plus tard, le gouverneur de l'État, Sir James Stirling, visita la région et y fit installer un poste militaire. Il rebaptisa la région Bunbury en l'honneur du lieutenant Henry William St. Pierre Bunbury, qui fut à l'origine de la route reliant Pinjarra à Bunbury.
En 1895, la ligne de chemin de fer entre Perth et le sud de l'État passe par la commune.
L'activité portuaire de la ville est basée sur l'expédition d'alumine et de bois.

## Climat
Bunbury a un climat méditerranéen chaud d'été (Köppen: Csa) avec des étés sont agréablement chauds et secs, et des hivers doux et humides. La température la plus faible est de −3,0 °C le 17 juin 2006. La température la plus élevée enregistrée a été 40,8 °C le 11 janvier 2014.
| Mois                                            | jan. | fév. | mars | avril | mai  | juin  | jui.  | août  | sep. | oct. | nov. | déc. | année |
| ----------------------------------------------- | ---- | ---- | ---- | ----- | ---- | ----- | ----- | ----- | ---- | ---- | ---- | ---- | ----- |
| Température minimale moyenne (°C)               | 15,4 | 16   | 14,5 | 11,8  | 9,2  | 8     | 7,3   | 7,6   | 8,5  | 9,6  | 12,1 | 13,7 | 11,1  |
| Température maximale moyenne (°C)               | 29,9 | 30,1 | 27,8 | 24,1  | 21   | 18,4  | 17,3  | 17,7  | 18,7 | 21,2 | 24,7 | 27,6 | 23,2  |
| Record de froid (°C)                            | 5,3  | 6    | 2,2  | 2,4   | −0,1 | −3    | −2,1  | 0     | −0,3 | 0,2  | 2,1  | 3,2  | −3    |
| Record de chaleur (°C)                          | 40,8 | 40   | 39,5 | 34,6  | 29,2 | 24,2  | 22,4  | 25,3  | 30,4 | 32,9 | 37,5 | 39,2 | 40,8  |
| Précipitations (mm)                             | 10,1 | 8,2  | 19,1 | 41,1  | 97,2 | 135,7 | 146,3 | 118,5 | 79,5 | 35,5 | 20,7 | 15,2 | 722   |
| dont nombre de jours avec précipitations ≥ 1 mm | 1,3  | 1,1  | 2,4  | 5,5   | 9    | 13    | 15,3  | 13,7  | 11,4 | 5,8  | 3,2  | 1,8  | 83,5  |
| Humidité relative (%)                           | 44   | 43   | 46   | 55    | 59   | 64    | 65    | 66    | 64   | 58   | 52   | 48   | 55    |

## Personnalités
- Leon Baker, footballeur pour Essendon Football Club[2]
- Paul Barnard, footballeur pour Essendon Football Club[3]
- Natalie Barr, présentatrice
- Jamie Bennell, footballeur
- Brett Peter Cowan (1969-), meurtrier et délinquant sexuel
- Tracey Cross, athlète[4]
- Troy Elder, joueur de hockey.
- John Forrest, homme politique.
- Cameron Gliddon, footballeur.
- Ben Howlett, footballeur.
- Adam Hunter, footballeur[5].
- Neville Jetta, Melbourne Football Club, footballeur.
- Kyle Reimers, Essendon Football Club, footballeur.
- Bruce Wallrodt, Athlète[6]
- Mark Worthington, Gold Coast Blaze, joueur de Basket-ball.
- Courtney Eaton, actrice.

## Transports
Bunbury possède un aéroport (code AITA : BUY) et une gare ferroviaire.

## Galerie

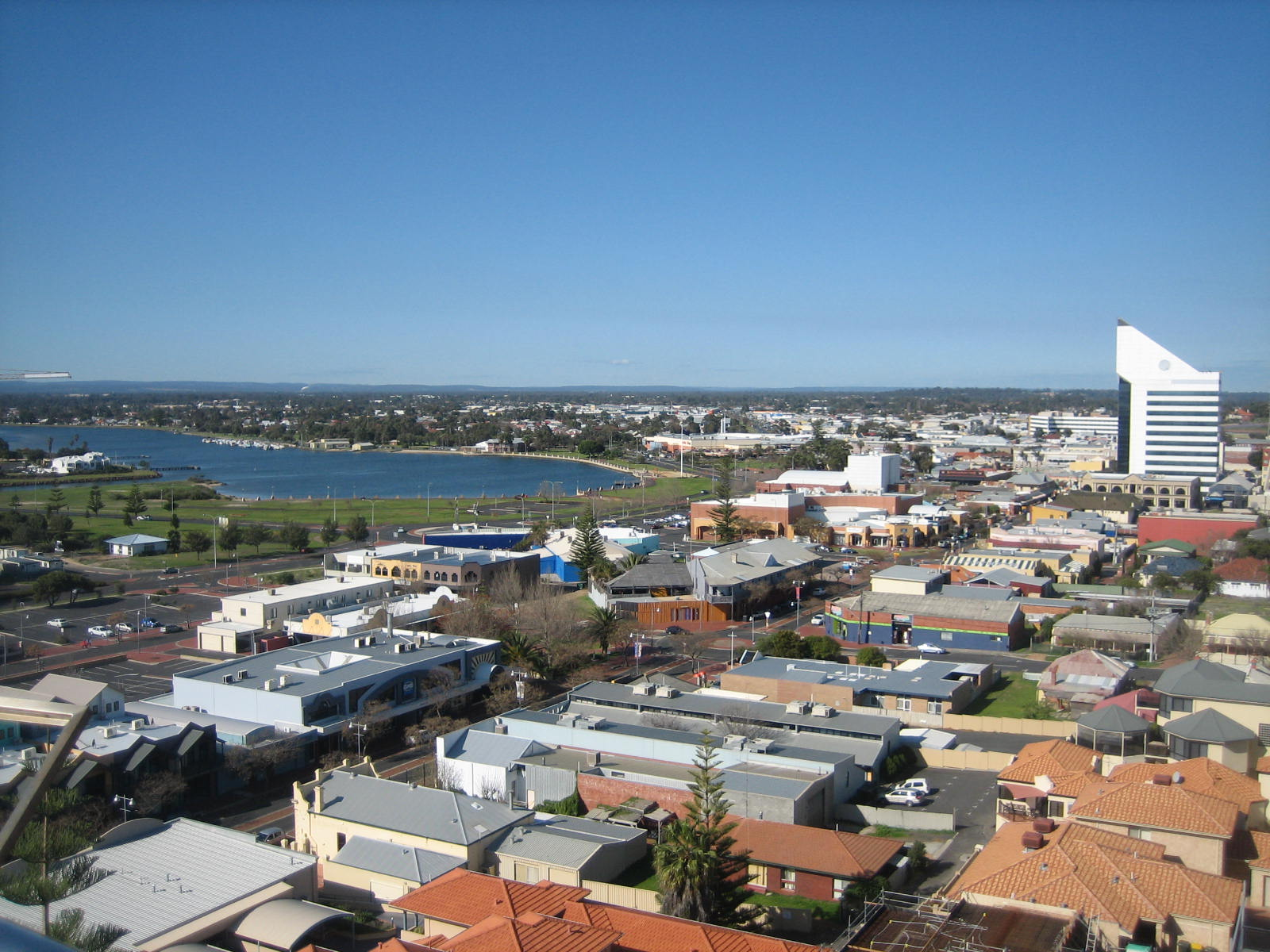
Le centre-ville.
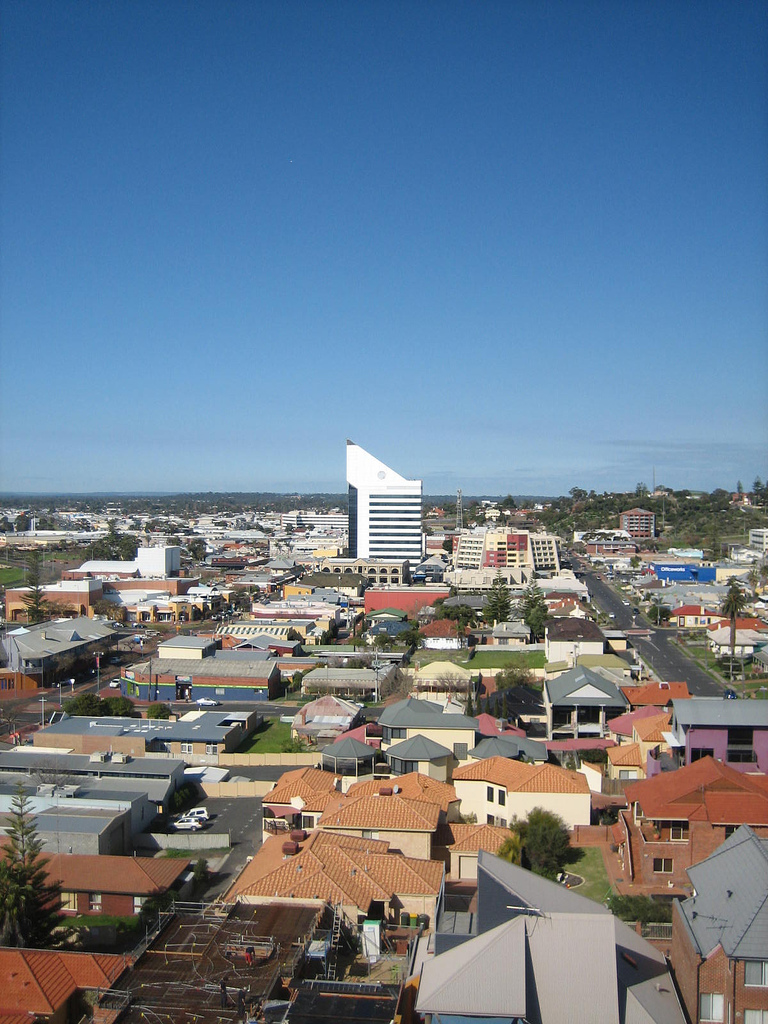
Le centre-ville.
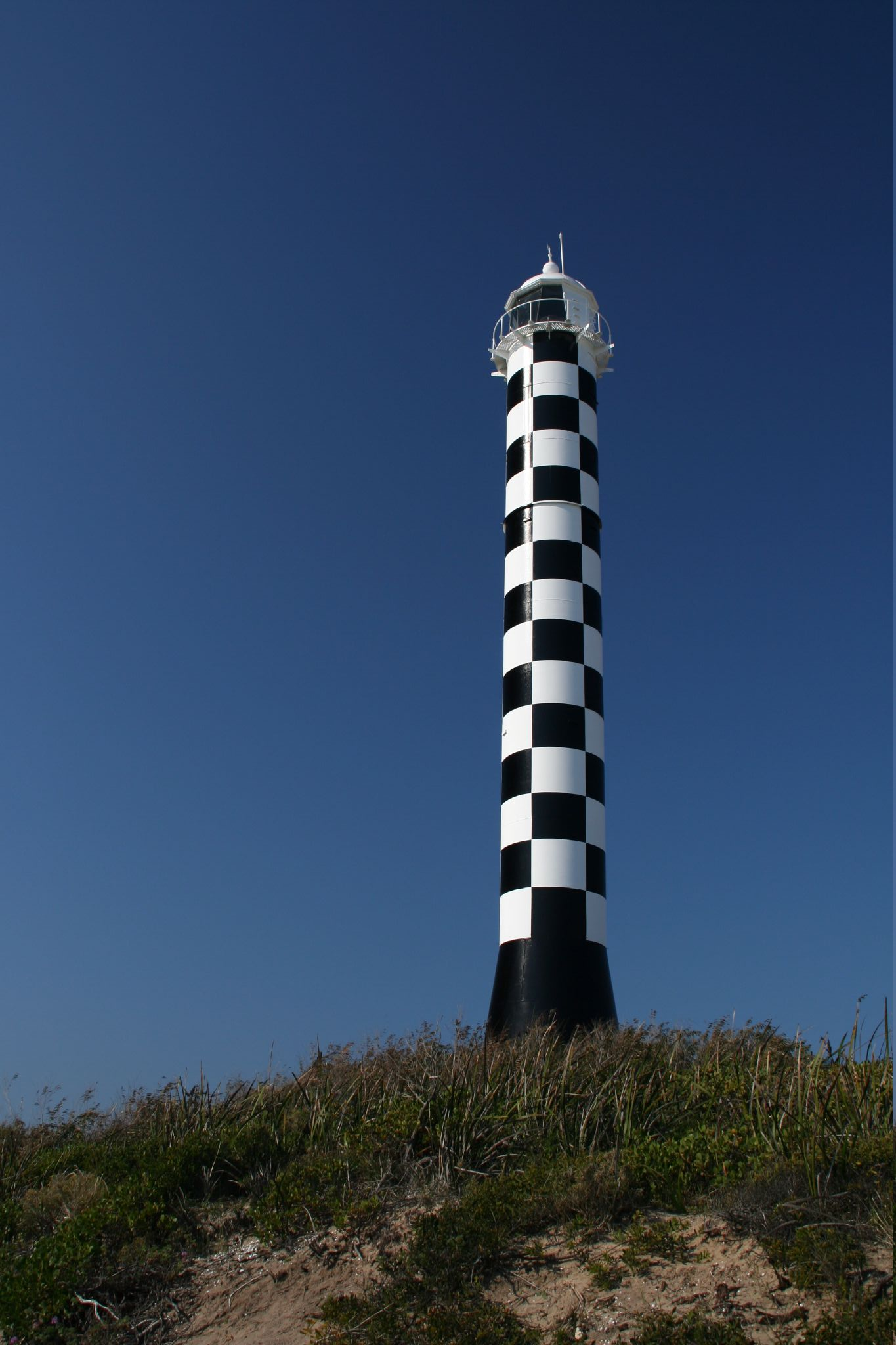
Le phare.
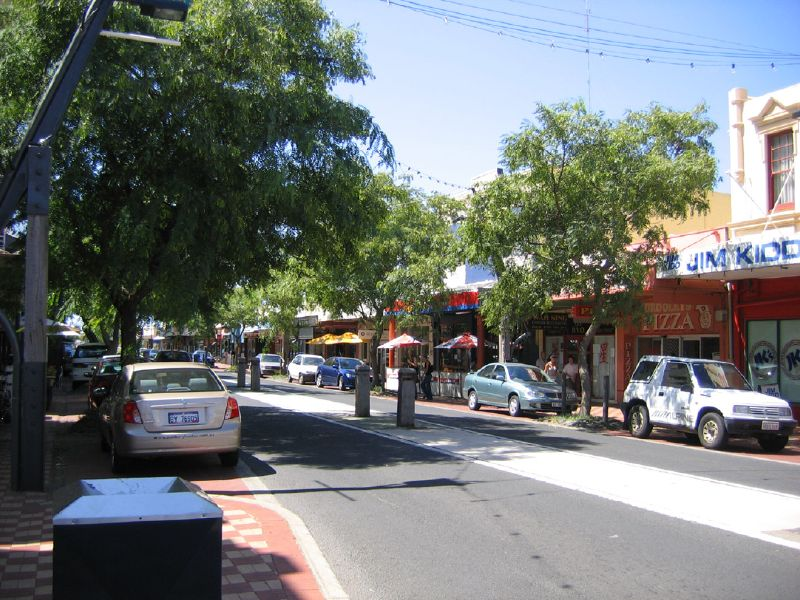
La grand rue de Bunbury